# Iodur d'estronci
El iodur d'estronci és un compost iònic format per l'estronci i el iode amb fórmula {\displaystyle SrI_{2}}.
Aquest compost és soluble en l'aigua i deliqüescent, que pot esser usat en medicina com un substitut del iodur de potassi. També s'utilitza com un detector del centelleig de la radiació gamma, típicament dopat amb europi, degut a la seva claredat òptica, amb densitat relativament alta, amb un alt nombre atòmic efectiu (Z = 48), i un rendiment de la llum alta de centelleig.

## Propietats i reaccions
El iodur d'estronci es pot preparar reaccionant el carbonat d'estronci en àcid iodhídric:
{\displaystyle SrCO_{3}\ +\ 2HI\ \longrightarrow \ SrI_{2}\ +\ H_{2}O\ +\ CO_{2}}
És blanc, sòlid, fix i inalterable en atuells tapats i pot cristal·litzar en agulles fines com el clorur.
Es torna de color groc quan es troba exposat a l'aire i a altes temperatures es descompon completament per formar òxid d'estronci, i el iode queda lliure.
A més, quan es dissol amb l'aigua, forma una solució conductora.
A més de ser soluble en l'aigua, també ho és en l'alcohol i en l'èter.

## Efectes de l'exposició
Fins ara, les propietats químiques, físiques i toxicològiques del iodur d'estronci no han estat investigades i registrades a fons.
Els compostos d'estronci tenen un baix nivell de toxicitat. És químicament i biològicament similar al calci. Els òxids i hidròxids són materials moderadament càustics.
L'exposició perllongada a iodurs pot causar erupcions a la pell, secreció nasal, mal de cap i irritació de les membranes mucoses. En casos severs, la pell pot mostrar punts negres, furóncols, enrogiment, taques negres i blaus, urticària i ampolles. Els iodurs es difonen fàcilment a través de la placenta.

## Dades de Reactivitat
Estabilitat: Inestable en condicions humides
Condicions que cal evitar: Aigua / humitat, la calor, la llum, l'aire.
Incompatibilitat (materials que s'han d'evitar): Aigua / humitat, àcids, agents oxidants.
Productes Perillosos de la Descomposició: iodur d'hidrogen, vapors d'òxid de metall.

## Precaucions Especials
Manipular-lo i emmagatzemar-lo sota gas protector sec. Emmagatzemar-lo en recipients hermèticament tancats en un lloc fresc i sec. Renteu-vos bé les mans i la cara després de la manipulació i abans dels menjars. Emmagatzemar-lo en una àrea ben ventilada.
Implementar controls d'enginyeria i pràctiques de treball per reduir i mantenir la concentració d'exposició a nivells baixos. Utilitzeu bones pràctiques de neteja i sanejament. No utilitzeu tabac ni aliments en l'àrea de treball. Renteu-vos bé abans de menjar i fumar. No tiri la pols de la roba o la pell amb aire comprimit. Mantingui dutxa de drenatge de seguretat i instal·lacions per al rentat.